# Anuwat Noicheunphan
Anuwat Noicheunphan (thailändisch อนุวัติ น้อยชื่นพันธ์, * 21. September 1988 in Suphan Buri), auch als Golf (thailändisch กอล์ฟ) bekannt, ist ein thailändischer Fußballspieler.

## Karriere

### Verein
Anuwat Noicheunphan erlernte das Fußballspielen in der Jugendmannschaft des damaligen Erstligisten Army United in Bangkok. Hier unterschrieb er 2009 auch seinen ersten Profivertrag. Bis 2018 spielte er 98 Mal für den Club. Die Saison 2012 wurde er an den Zweitligisten PTT Rayong FC aus Rayong ausgeliehen. Von Mitte 2016 bis Mitte 2018 wurde er nach Chainat zum Erstligisten Chainat Hornbill FC ausgeliehen. Am Ende der Saison 2016 stieg er mit dem Club in die Zweite Liga ab. 2017 wurde er mit dem Club Meister der Thai League 2 und stieg wieder in die Erste Liga, der Thai League, auf. Nachdem der Vertrag Mitte 2018 von der Army nicht verlängert worden war, wechselte er nach Buriram zu Buriram United. Die Saison 2019 wurde er von seinem ehemaligen Verein Army United ausgeliehen. Anfang 2020 kehrte er nach der Ausleihe zu Buriram zurück. Anfang September 2020 wechselte er zum Zweitligaabsteiger Chainat Hornbill FC nach Chainat. Hier stand er bereits von 2016 bis 2018 unter Vertrag. Nach 40 Ligaspielen wurde sein Vertrag Ende Dezember 2022 nicht verlängert. Im gleichen Monat unterschrieb er einen Vertrag beim ebenfalls in der zweiten Liga spielenden Kasetsart FC. Nach insgesamt sechs Ligaspielend wurde sein Vertrag bei dem Hauptstadtverein im Dezember 2023 nicht verlängert. Im Januar 2024 wurde er vom Erstligisten Police Tero FC unter Vertrag genommen. Am Ende der Saison 2023/24 belegte er mit Police Tero den 15. Tabellenplatz und musste somit in die zweite Liga absteigen. Nach dem Abstieg verließ er den Verein und schloss sich im Juli 2024 dem Zweitligisten Ayutthaya United FC an. Am Ende der Saison 2024/25 feierte er mit Ayutthaya die Vizemeisterschaft der zweiten Liga sowie den Aufstieg in die erste Liga.

### Nationalmannschaft
2015 spielte Anuwat Noicheunphan viermal in der thailändischen Nationalmannschaft. 

## Erfolge
Buriram United
- Thailändischer Meister: 2018
- Thailändischer Pokalsieger: 2011, 2012, 2013
- Thailändischer Championscup-Sieger: 2019

Chainat Hornbill FC
- Thailändischer Zweitligameister: 2017  ▲

Ayutthaya United FC
- Thailändischer Zweitligavizemeister: 2024/25  ▲